# 别孕烷
5α-孕烷（5α-Pregnane）也称为别孕烷（Allopregnane）或 10β,13β-二甲基-17β-乙基-5α-甾烷（10β,13β-dimethyl-17β-ethyl-5α-gonane）是一种甾体化合物，是5β-孕烷的差向异构体。天然存在的别孕烷衍生物有别孕烷醇酮、别孕烷二醇、异孕烷醇酮和5α-二氢孕酮。